# 済寧市
済寧市（さいねいし）は、中華人民共和国山東省の西南部に位置する地級市。孔子の故郷曲阜、孟子の故郷鄒、九州のひとつとして名高い兗州の名を引き継ぐ兗州区など古い町が多い。人口の99.2%が漢族で、他は0.6%が回族、後はモンゴル族や満族など。

## 地理
北東に泰安、東に臨沂、南東に棗荘、南西に菏沢の各市に接するほか、一部河南省・江蘇省にも接している。面積は10,685平方km。北の済南と南の徐州の間にあたり、現在は青島から西への鉄道や高速道路、兗石線など東西方向への交通網が通るほか、北京・上海を結ぶ京滬線、北京・香港を結ぶ京九線など南北方向の国土軸も貫く交通の要地である。
気候は温暖で、四季は明確である。東高西低の地形で、市域東部は丘陵が連なる山岳部で道教の聖地泰山へと続き、西部は黄河流域の平野になっている。中部は南陽湖や微山湖などの湖沼（南四湖と総称される）が散在し、泗河（泗水）が北東から流入している。

## 歴史
春秋時代には魯などの国が栄え、孔子・孟子など優れた文化人を輩出した。また交通の要地として古くから中原の物資集散の中心・文化人往来の地になってきた。隋代以降大運河が市内中心を通り、明・清の時代には山東省で最も経済が高度に発展した都市となり、その繁栄は蘇州とも比べられ「江北小蘇州」とも呼ばれていた。

## 行政区画
2市轄区・2県級市・7県を管轄する。
- 市轄区：
  - 任城区・兗州区
- 県級市：
  - 曲阜市・鄒城市
- 県：
  - 微山県・魚台県・金郷県・嘉祥県・汶上県・泗水県・梁山県

| 済寧市の地図                                                                 |
| ---------------------------------------------------------------------------- |
| 任城区 兗州区 微山県 魚台県 金郷県 嘉祥県 汶上県 泗水県 梁山県 曲阜市 鄒城市 |

### 年表
この節の出典

#### 済寧市（第1次）
- 1950年11月18日 - 滕県専区済寧県が地級市の済寧市に昇格。（1市）
- 1950年12月6日 - 済寧市が滕県専区に編入。

#### 済寧地区
- 1953年7月2日 - 滕県専区（1市10県）・湖西専区（7県）が合併し、済寧専区が発足。（1市12県）
  - 単県・城武県・巨野県・復程県が菏沢専区に編入。
  - 平邑県が臨沂専区に編入。
  - 泰安専区汶上県を編入。
  - 臨沂専区蘭陵県の一部が嶧県に編入。
  - 白彦県が嶧県・滕県・鄒県、臨沂専区平邑県に分割編入。
  - 菏沢専区南旺県の一部が嘉祥県に編入。
  - 菏沢専区単県の一部が金郷県に編入。
- 1953年8月15日（1市12県）
  - 嶧県の一部が江蘇省徐州専区銅山県に編入。
  - 江蘇省徐州専区沛県の一部が嘉祥県に編入。
- 1953年8月22日 - 嘉祥県・魚台県・鳧山県・薛城県・嶧県の各一部が江蘇省徐州専区沛県の一部と合併し、微山県が発足。（1市13県）
- 1953年12月 - 嘉祥県の一部が微山県に編入。（1市13県）
- 1955年12月27日 - 微山県の一部が鳧山県に編入。（1市13県）
- 1956年2月24日 - 泰安専区泗水県を編入。（1市14県）
- 1956年2月 - 済寧県の一部が汶上県に編入。（1市14県）
- 1956年3月6日（1市11県）
  - 魚台県が金郷県に編入。
  - 鳧山県が滕県・鄒県・済寧県・微山県に分割編入。
  - 薛城県が滕県・微山県に分割編入。
- 1956年5月（1市11県）
  - 微山県の一部が滕県に編入。
  - 済寧県の一部が嘉祥県に編入。
- 1956年7月11日 - 嶧県・微山県の各一部が江蘇省徐州市賈汪鉱区に編入。（1市11県）
- 1956年9月 - 嘉祥県の一部が済寧県に編入。（1市11県）
- 1956年10月 - 嶧県の一部が微山県に編入。（1市11県）
- 1957年4月 - 滕県の一部が微山県に編入。（1市11県）
- 1958年3月 - 菏沢専区巨野県の一部が嘉祥県に編入。（1市11県）
- 1958年4月18日 - 済寧県の一部が済寧市に編入。（1市11県）
- 1958年9月 - 済寧県の一部が済寧市に編入。（1市11県）
- 1958年11月（1市20県）
  - 菏沢専区菏沢県・単県・鄄城県・鄆城県・曹県・梁山県・巨野県・定陶県・成武県を編入。
  - 臨沂専区蒼山県の一部が嶧県に編入。
  - 泰安専区新泰県の一部が泗水県に編入。
  - 滕県の一部が微山県に編入。
  - 鄒県の一部が滕県に編入。
- 1958年12月20日（1市16県）
  - 定陶県が菏沢県・成武県に分割編入。
  - 嘉祥県が鄆城県・巨野県・金郷県・済寧市に分割編入。
  - 済寧県が汶上県・微山県・済寧市に分割編入。
  - 滋陽県が曲阜県に編入。
- 1959年7月30日 - 菏沢県・鄄城県・鄆城県・梁山県・巨野県・単県・成武県・曹県が菏沢専区に編入。（1市8県）
- 1960年1月7日 - 嶧県が市制施行し、棗荘市となる。（2市7県）
- 1960年3月28日 - 聊城専区東平県の一部が汶上県に編入。（2市7県）
- 1960年3月 - 滕県の一部（旧・薛城県の部分）が棗荘市に編入。（2市7県）
- 1961年9月12日 - 棗荘市が地級市の棗荘市に昇格。（1市7県）
- 1961年10月5日（1市9県）
  - 済寧市の一部が菏沢専区鄆城県・巨野県の各一部と合併し、嘉祥県が発足。
  - 汶上県の一部が泰安専区平陰県の一部と合併し、泰安専区東平県となる。
  - 曲阜県の一部が分立し、兗州県が発足。
- 1964年7月20日 - 金郷県の一部が分立し、魚台県が発足。（1市10県）
- 1965年3月27日 - 済寧市の一部が分立し、済寧県が発足。（1市11県）
- 1967年2月 - 済寧専区が済寧地区に改称。（1市11県）
- 1978年11月17日 - 滕県が棗荘市に編入。（1市10県）
- 1983年8月30日
  - 済寧市が地級市の済寧市に昇格。
  - 兗州県・曲阜県・鄒県・嘉祥県・金郷県・魚台県・微山県・済寧県が済寧市に編入。
  - 汶上県・泗水県が泰安地区に編入。

#### 済寧市（第2次）
- 1983年8月30日 - 済寧地区済寧市が地級市の済寧市に昇格。（1市7県）
  - 済寧地区兗州県・曲阜県・鄒県・嘉祥県・金郷県・魚台県・微山県・済寧県を編入。
  - 済寧県が済寧市に編入。
- 1983年10月15日 - 市中区・市郊区を設置。（2区7県）
- 1984年8月23日 - 江蘇省徐州市沛県の一部が微山県に編入。（2区7県）
- 1985年3月27日 - 泰安地区汶上県・泗水県を編入。（2区9県）
- 1986年6月2日 - 曲阜県が市制施行し、曲阜市となる。（2区1市8県）
- 1989年12月2日 - 菏沢地区梁山県を編入。（2区1市9県）
- 1990年1月1日 - 嘉祥県の一部が菏沢地区巨野県に編入。（2区1市9県）
- 1992年8月1日 - 兗州県が市制施行し、兗州市となる。（2区2市8県）
- 1992年10月4日 - 鄒県が市制施行し、鄒城市となる。（2区3市7県）
- 1993年12月14日 - 市郊区が任城区に改称。（2区3市7県）
- 2009年3月9日 - 任城区の一部が市中区に編入。（2区3市7県）
- 2013年10月18日（2区2市7県）
  - 市中区・任城区が合併し、任城区が発足。
  - 兗州市が区制施行し、兗州区となる。

## 経済
済寧は山東省西南部の炭鉱地帯に位置し、石炭採掘量が多く全国八大石炭基地の一角を占める。特に兗州炭鉱は大きい。済寧は石炭を利用した大型火力発電所が存在し、重工業が集積している。
農業は小麦、トウモロコシ、モロコシ、綿花などが中心で、湖水や川が多いため淡水魚の漁獲量も多い。

## 名所
- 三孔（孔廟、孔府、孔林：曲阜市）
- 梁山泊（梁山県）

## 交通
主要道路
- G15-11 日蘭高速
- S33 済徐高速
- 104国道
- 327国道
- 105国道
- 237国道
- 327国道

鉄道(主要駅)
- 兗州駅（中国語版） - 京滬線と新石線（中国語版）が交差する、在来線の主要駅である。
- 済寧駅（中国語版） - 市名を冠する主要駅であり、新石線が発着する。山東省内各地の他、広州などへ向かう長距離列車も発着する。[3]
- 済寧北駅（中国語版） - 2021年に開業した日蘭高速鉄道（中国語版）の駅。乗り換えなしの場合、当駅から省都の済南へは高速列車で1時間[4]、首都北京へは3時間弱[5]である。
- 済寧東駅（中国語版） - 2021年に開業した駅であり、済寧北駅と同様日蘭高速鉄道の列車が発着する。

## 姉妹都市
- 足利市（栃木県）
- 小松市（石川県）